# Venturia australis
Venturia australis là một loài tò vò trong họ Ichneumonidae.